# Krystyna Bochenek
Krystyna Maria Bochenek (født 30. juni 1953, død 10. april 2010) var en polsk politiker som var næstformand ved Polens senat, hun repræsenterede det polske parti Platforma Obywatelska.
Hun omkom under et flystyrt den 10. april 2010, hvor bl.a. Polens præsident Lech Kaczyński også omkom.